# Jakkit Wachpirom
Jakkit Wachpirom (født 26. januar 1997) er en thailandsk fodboldspiller.